# Just Hits
Just Hits è un album di raccolta della cantante statunitense Bette Midler, pubblicato nel 1987.

## Tracce
Side A
1. Beast of Burden (Mick Jagger, Keith Richards) - 3:48
2. Boogie Woogie Bugle Boy (Don Raye, Hughie Prince) - 2:26
3. Say Goodbye to Hollywood (Billy Joel) - 3:02
4. Let Me Call You Sweetheart (Live) (Beth Slater Whitson, Leo Friedman) - 1:30
5. The Rose (Amanda McBroom) - 3:40
6. When a Man Loves a Woman (Live) (Calvin Lewis, Andrew Wright) - 4:42
7. Do You Wanna Dance? (Bobby Freeman) - 2:56
8. In the Mood (Joe Garland, Andy Razaf) - 2:37
9. Da Doo Ron Ron (Fade-in) (Phil Spector, Ellie Greenwich, Jeff Barry) - 1:00
10. Is It Love (Nick Gilder, Jimmy McCulloch) - 4:43

Side B
1. You're Moving Out Today (Single version) (Bette Midler, Carole Bayer Sager, Bruce Roberts) - 3:18
2. Friends (Mark Klingman, Buzzy Linhart) - 2:49
3. Delta Dawn (Alex Harvey, Larry Collins) - 5:16
4. Chapel of Love (Jeff Barry, Ellie Greenwich, Phil Spector) - 2:25
5. Superstar (Leon Russell, Bonnie Bramlett) - 5:09
6. Stay with Me (Live) (Jerry Ragovoy, George David Weiss) - 5:00
7. Leader of the Pack (Jeff Barry, Ellie Greenwich, George Moton) - 3:41
8. (Your Love Keeps Lifting Me) Higher and Higher (Gary Lee Jackson) - 4:08